# Alexanderpalais

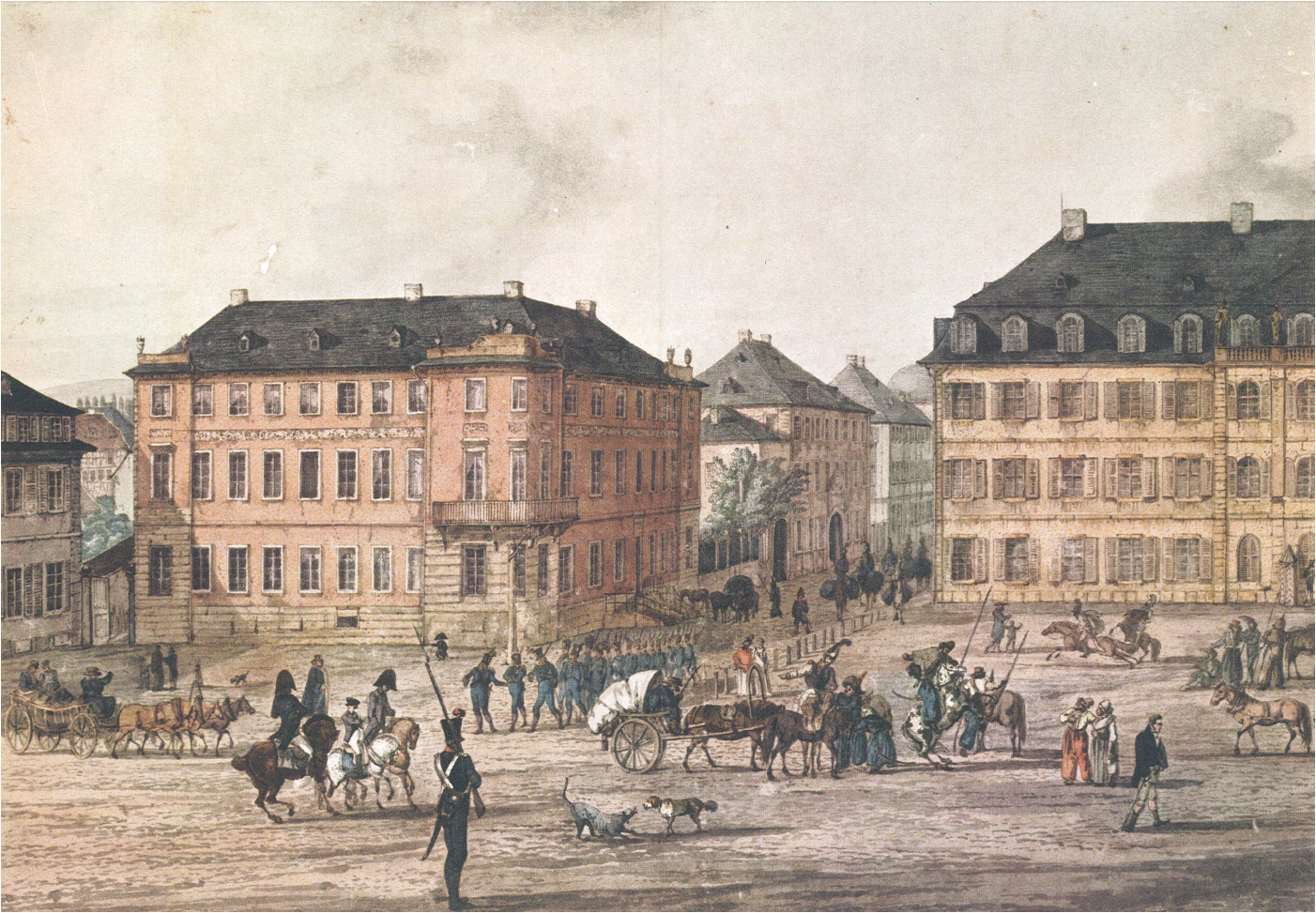
Gemälde von Karl Philipp Fohr: Der Luisenplatz zur Zeit der Freiheitskriege, gemalt 1814; das Alexanderpalais im Ursprungszustand

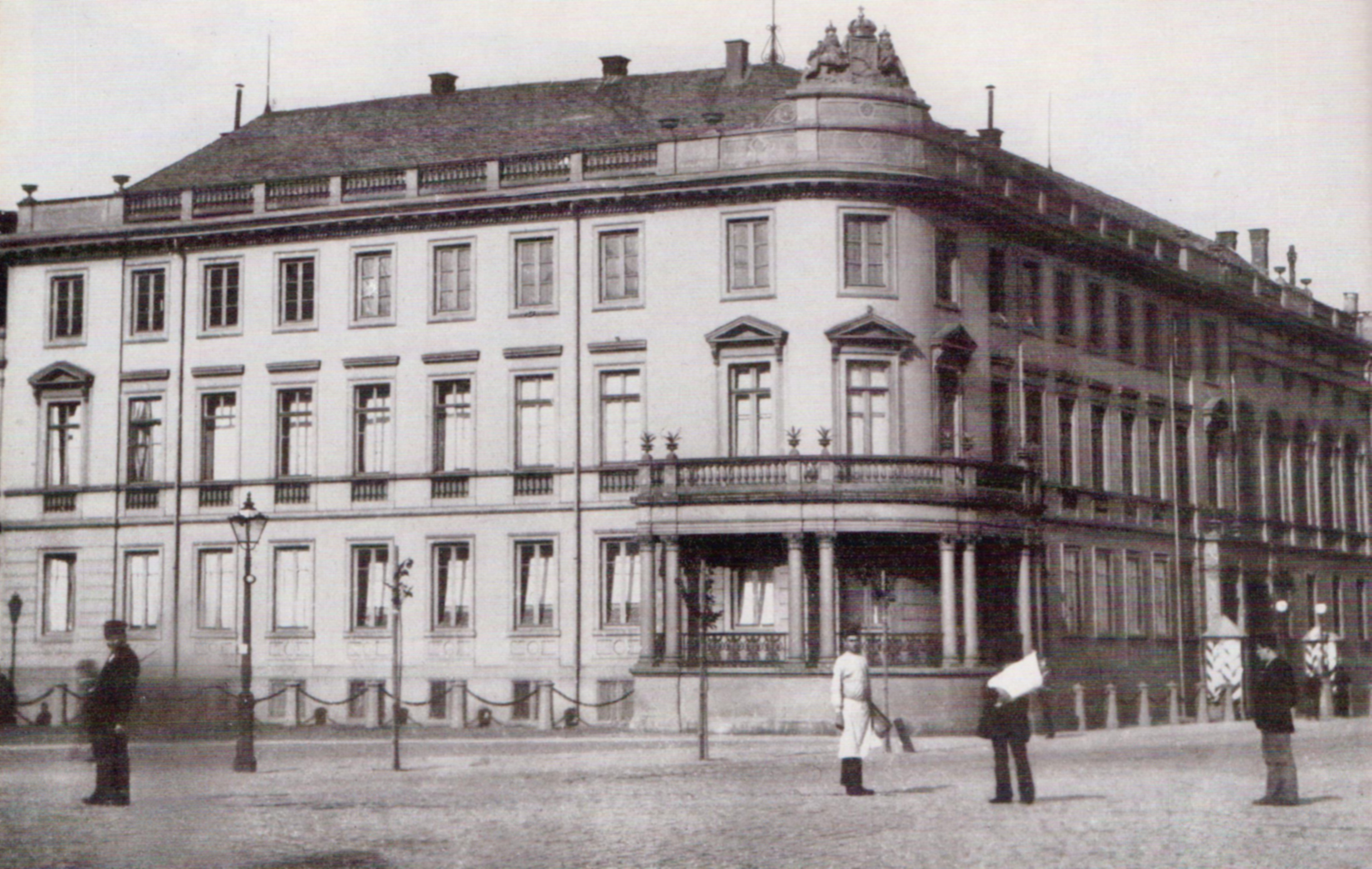
Aufnahme von 1882: Alexanderpalais am Luisenplatz, Blick nach Nordwest, rechts am Kanzleigebäude vorbei Richtung Mathildenplatz, links die Einmündung der Rheinstraße, anstoßendes Gebäude war die Alte Post.

Das Alexanderpalais, auch Prinz-Alexander-Palais bzw. Battenbergpalais genannt, war ein Stadtpalais an der Nordnordwestecke des Luisenplatzes in Darmstadt.

## Lage

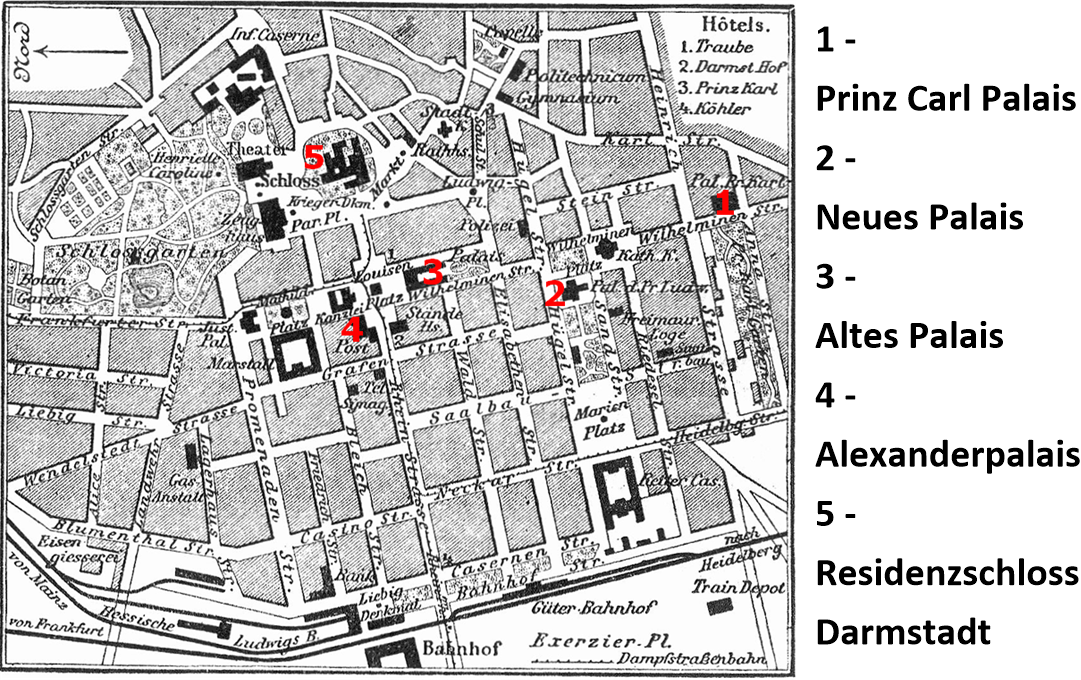
Die Lage des Alexanderpalais um 1888 im Zentrum der Stadt Darmstadt schräg gegenüber dem Alten Palais, in Sichtentfernung zum Residenzschloss

Alexanderpalais um 1890

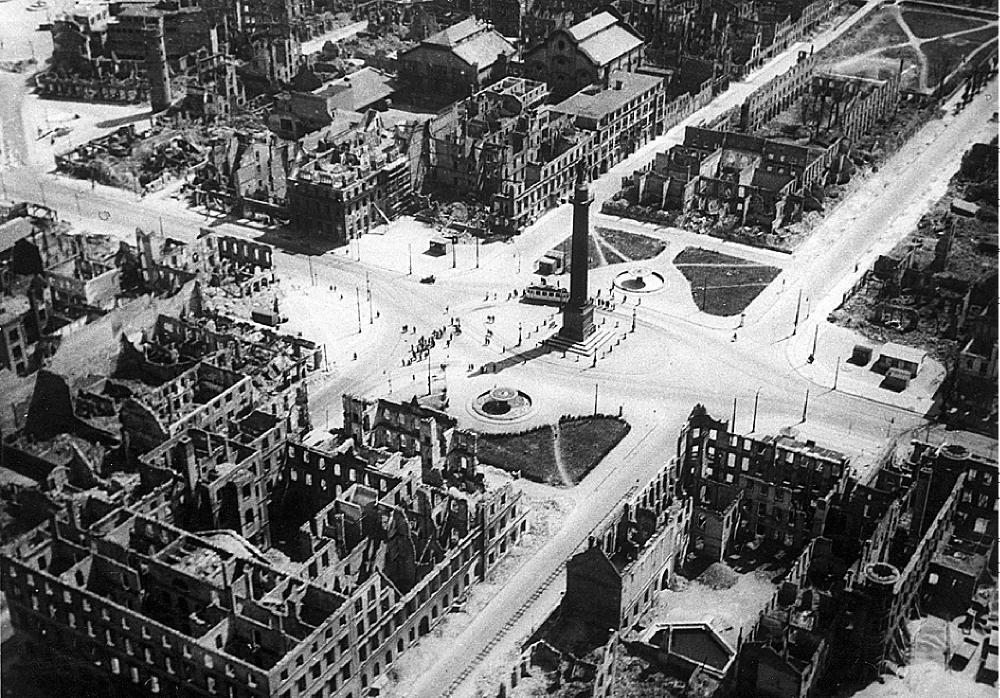
Die zerstörten Gebäude des Luisenplatzes 1944, das Alexanderpalais unten rechts auf dem Foto mit dem markanten stehengebliebenen Eckportal

Das Gebäude als kompakter Baukörper lag vorspringend von dem Gebäude der Alten Post an der Nordwestecke des Luisenplatzes gegenüber der Staatskanzlei Richtung Mathildenplatz nach Norden und westlich zur Einmündung der Rheinstraße.

## Geschichte
Das Palais wurde 1804 ursprünglich für den früheren Kgl. Preußischen Kriegsrat und Geheimen Expeditionssekretär und späteren Großherzoglichen Hessischen Hofkammerrat Michael August Wilhelm Moldenhauer (1758–1815) erbaut und später nach Alexander Prinz von Hessen und bei Rhein benannt, der es ab etwa 1862 als Stadtpalais für seine Kinder nutzte. 1944 wurde das Schloss bei der Bombardierung Darmstadts im Zweiten Weltkrieg fast vollständig zerstört.

## Baubeschreibung
Das mit rötlichem, vermutlich Odenwälder Sandstein, gebaute dreigeschossige Palais, war rechtwinklig gesetzt. Es besaß eine markante, abgerundete leicht vorspringende Ecke in Richtung Luisenplatz, die wie ein Risalit gesetzt war. Im Erdgeschoss als Balkon mit vier tragenden paarweisen Säulen angelegt, trugen die jeweils drei Eckfenster jeder weiteren Etage ein dreieckiges Portal. Die zweite Etage des Eckrisalits hatte ebenfalls einen Balkon. Richtung Westen wies das Gebäude einen achtachsigen Flügel auf, Richtung Norden war der Flügel geteilt: siebenachsig bis zu einem einachsigen Eingangsportal, dieses unten mit flankierenden Säulen, das größere Fenster im zweiten Geschoss wieder mit einem Portal versehen, der Flügel nun gefolgt von einem nur noch zweigeschossigen sechsachsigen Verlauf mit hohen Fenstern in der zweiten Etage und diese von einem Sandstein-Fries gekrönt. Hier im nördlichen Teil befand sich vermutlich ein großer Saal. Das Palais war zum Platz mit einem umlaufenden Dachbalkon versehen, der im Eckrisalit oben mit einem dreigeteilten Fries abschloss, das im Mittelteil doppelt und mit dem hessischen Wappen, flankiert von Löwen, gekrönt wurde. Alle Fenster zum Luisenplatz hin waren mit Sandsteinfassungen versehen. Das Dach war als Walmdach realisiert, schloss aber nach Norden mit einem Treppengiebel ab.
Das Stadtpalais kann vom Stil her dem Historismus zugeordnet werden, wobei barocke und klassizistische Prinzipien sichtbar sind.
Das durch die Wirren des Zweiten Weltkrieges ebenfalls zerstörte badische Prinz-Karl-Palais in Karlsruhe, wies, obwohl mehr als 50 Jahre später erbaut, hohe Ähnlichkeit in Konfiguration und Baustil auf. Es war anders als das Alexanderpalais aber nur zweigeschossig angelegt.